# Darázs Rózsa
Darázs Rózsa (Jászberény, 1987. november 3. –) magyar válogatott, Európa-bajnok rövidpályás gyorskorcsolyázó.

## Sportpályafutása
A Csíkszeredában rendezett 2006-os junior rövidpályás gyorskorcsolya-világbajnokságon  a 3000 méteres váltó tagjaként bronzérmet szerzett csakúgy, mint a 2006-os Európa-bajnokságon a lengyelországi Krynica-Zdrójban, majd ugyanebben a számban a 2009-es torinói Európa-bajnokságon aranyérmes, a 2011-es heerenveeni Európa-bajnokságon pedig ezüstérmes lett.
A 2006-os torinói téli olimpián 1500 méteren a huszadik, 1000 méteren a huszonegyedik, 500 méteren a huszonkettedik, a 2010-es vancouveri téli olimpián pedig 1500 méteren harmincharmadik, a 3000 méteres váltó tagjaként pedig az ötödik helyet szerezte meg.
A 2014. évi téli olimpiai játékokon a váltóval hatodik lett.

## Elismerései
- Magyar Köztársasági Bronz Érdemkereszt (2010)[1]